# Arrondissement Saint-Louis-du-Nord

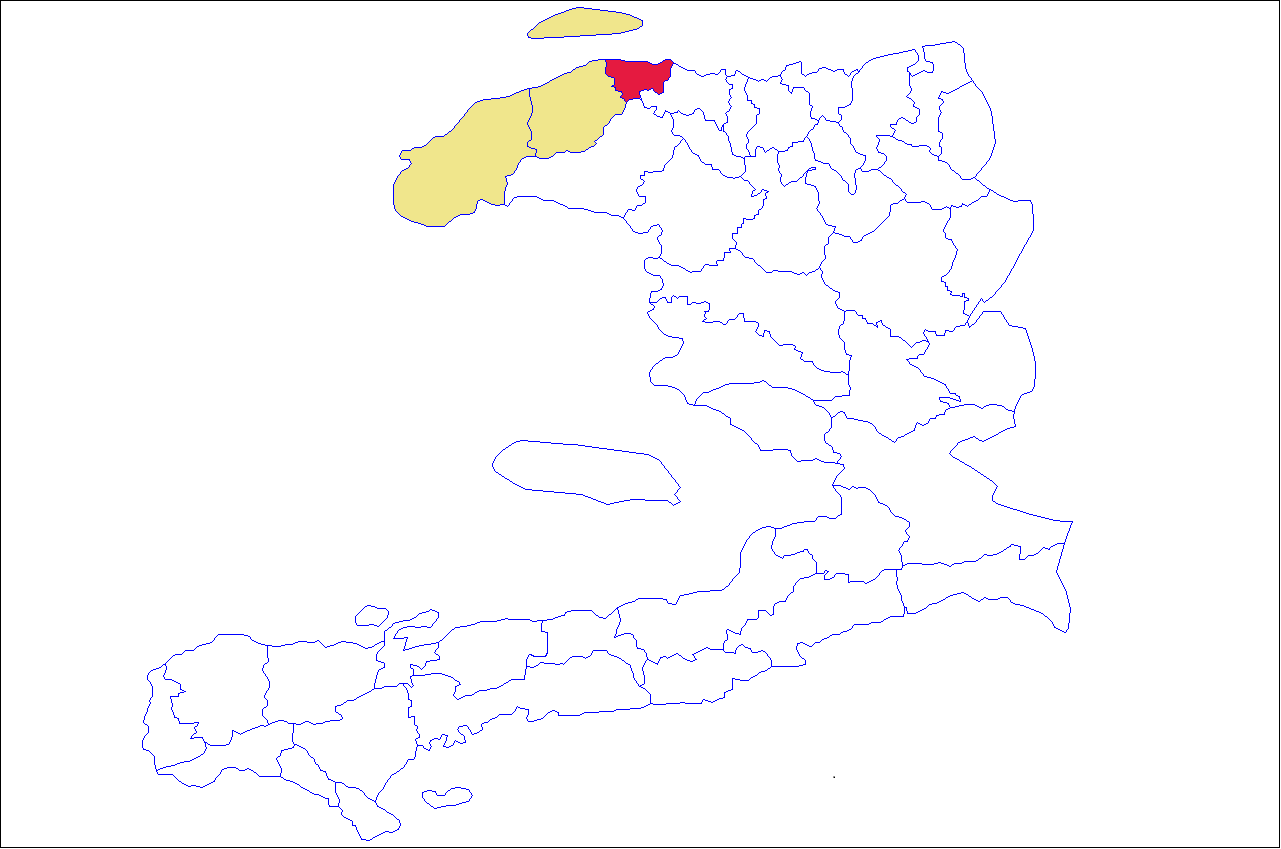
Lage des Arrondissements Saint-Louis-du-Nord in Haiti und im Département Nord-Ouest

Das Arrondissement Saint-Louis-du-Nord (haitianisch-kreolisch: Sen Lwi dinò) ist eine der drei Verwaltungseinheiten des Départements Nord-Ouest, Haiti. Hauptort ist die Gemeinde Saint-Louis-du-Nord.

## Lage und Beschreibung
Das Arrondissement liegt im Osten des Départements Nord-Ouest. In seinem Norden hat es eine Küste am Atlantischen Ozean. Benachbart sind im Osten das Arrondissement Borne, im Süden das Arrondissement Gros-Morne und im Westen das Arrondissement Port-de-Paix.
In dem Arrondissement gibt es zwei Gemeinden:
- Saint-Louis du Nord (rund 116.000 Einwohner) und
- Anse-à-Foleur (rund 31.000 Einwohner).

Das Arrondissement hat insgesamt rund 147.000 Einwohner (Stand: 2015).
Die Routes Départementales RD-152 verläuft an der Küste durch das Arrondissement und verbindet es mit dem Straßensystem Haitis.